# 孫勝
孫勝（1472年—？），字敏中，浙江寧波府奉化縣人，軍籍，明朝政治人物。

## 生平
弘治十七年（1504年）甲子科浙江鄉試第六十二名舉人。弘治十八年（1505年）中式乙丑科會試第二百四十八名，三甲第八十八名進士。授完县知县。

## 家族
曾祖孫惟堯；祖父孫志忠；父孫惠茂，母程氏。慈侍下。